# Famille Solomine
La famille Solomine est une famille du nord de la Russie, qui selon la tradition familiale serait issiue des Monastyrev, riche famille de la haute aristocratie des boyards, elle-même en provenance directe des princes de Smolensk et d’une branche de la dynastie Riourik (Principauté de Beloozero).

## Histoire

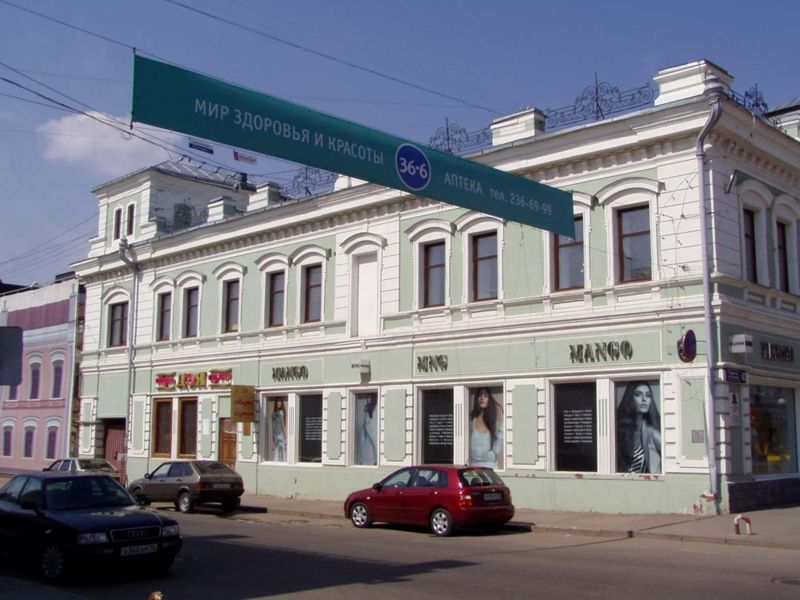
Le Palais Solomine à Kazan

Le Patriarche des Solomine est Ivan Yakovlevich (Aladyine), propriétaire terrien à Poutivl, descendant direct de Riourik en 23e génération. Le Tsar Ivan IV avait donné ces terres à la famille vers 1569. Son fils aîné Ivan, qui portait le nom de Soloma (la Paille), et Ivan, le plus jeune, perpétrèrent la dynastie et à partir de la révocation d’Opritchnina en 1572 plusieurs membres de la famille purent revenir vers la terre de leurs ancêtres. Comme représentants de la dynastie à travers le temps nous trouvons divers abbés (monastère de Kirillo-Belozersky) ainsi que des évêques de Viatka. Au XVIIe siècle le niveau social des branches existantes baissa considérablement .Ils possédaient des terres et des villages dans la région de Viatka.De nos tours on suppose qu’il existe encore des descendants dans les régions de Belgorod, Vologda, Viatka ainsi qu’en Sibérie. On trouve également des personnages connus comme l’académicien Alexandre Bakoulev, les peintres Ivan Chichkine et Ievgueni Tcharouchine ou les révolutionnaires Nikolaï Tcharouchine et Pavel Malkov.
|                              |                              |                              |                              |                                |                                |                                |                                |                                |                                | Lev-Oladya Danilovitch Monastyrev |                              |                            |                            |                           |                           |                                          |                                          |                                          |                                          |                                          |                                          |                          |                          |                                          |                                          |                                          |                                          |                                          |                                          |  |  |  |  |  |  |  |  |  |  |  |  |  |  |  |  |  |  |  |  |  |  |  |  |  |  |
|                              |                              |                              |                              |                                |                                |                                |                                |                                |                                |                                   |                              |                            |                            |                           |                           |                                          |                                          |                                          |                                          |                                          |                                          |                          |                          |                                          |                                          |                                          |                                          |                                          |                                          |  |  |  |  |  |  |  |  |  |  |  |  |  |  |  |  |  |  |  |  |  |  |  |  |  |  |
|                              |                              |                              |                              |                                |                                |                                |                                |                                |                                |                                   |                              |                            |                            |                           |                           |                                          |                                          |                                          |                                          |                                          |                                          |                          |                          |                                          |                                          |                                          |                                          |                                          |                                          |  |  |  |  |  |  |  |  |  |  |  |  |  |  |  |  |  |  |  |  |  |  |  |  |  |  |
|                              |                              |                              |                              | Fedor-Dichko Lvovitch Oladyine | Fedor-Dichko Lvovitch Oladyine | Fedor-Dichko Lvovitch Oladyine | Fedor-Dichko Lvovitch Oladyine | Fedor-Dichko Lvovitch Oladyine | Fedor-Dichko Lvovitch Oladyine |                                   |                              |                            |                            | Grigory Lvovitch Oladyine | Grigory Lvovitch Oladyine | Grigory Lvovitch Oladyine                | Grigory Lvovitch Oladyine                | Grigory Lvovitch Oladyine                | Grigory Lvovitch Oladyine                |                                          |                                          |                          |                          |                                          |                                          |                                          |                                          |                                          |                                          |  |  |  |  |  |  |  |  |  |  |  |  |  |  |  |  |  |  |  |  |  |  |  |  |  |  |
|                              |                              |                              |                              | Fedor-Dichko Lvovitch Oladyine | Fedor-Dichko Lvovitch Oladyine | Fedor-Dichko Lvovitch Oladyine | Fedor-Dichko Lvovitch Oladyine | Fedor-Dichko Lvovitch Oladyine | Fedor-Dichko Lvovitch Oladyine |                                   |                              |                            |                            | Grigory Lvovitch Oladyine | Grigory Lvovitch Oladyine | Grigory Lvovitch Oladyine                | Grigory Lvovitch Oladyine                | Grigory Lvovitch Oladyine                | Grigory Lvovitch Oladyine                |                                          |                                          |                          |                          |                                          |                                          |                                          |                                          |                                          |                                          |  |  |  |  |  |  |  |  |  |  |  |  |  |  |  |  |  |  |  |  |  |  |  |  |  |  |
|                              |                              |                              |                              |                                |                                |                                |                                |                                |                                |                                   |                              |                            |                            |                           |                           |                                          |                                          |                                          |                                          |                                          |                                          |                          |                          |                                          |                                          |                                          |                                          |                                          |                                          |  |  |  |  |  |  |  |  |  |  |  |  |  |  |  |  |  |  |  |  |  |  |  |  |  |  |
| Aladyine (Branche de Moscou) | Aladyine (Branche de Moscou) | Aladyine (Branche de Moscou) | Aladyine (Branche de Moscou) | Aladyine (Branche de Moscou)   | Aladyine (Branche de Moscou)   |                                |                                | Ivan Grigoryevich Oladyine     | Ivan Grigoryevich Oladyine     | Ivan Grigoryevich Oladyine        | Ivan Grigoryevich Oladyine   | Ivan Grigoryevich Oladyine | Ivan Grigoryevich Oladyine |                           |                           | Yakov Grigoryevitch Oladyine             | Yakov Grigoryevitch Oladyine             | Yakov Grigoryevitch Oladyine             | Yakov Grigoryevitch Oladyine             | Yakov Grigoryevitch Oladyine             | Yakov Grigoryevitch Oladyine             |                          |                          | Tretyak Grigoryevitch Oladyine           | Tretyak Grigoryevitch Oladyine           | Tretyak Grigoryevitch Oladyine           | Tretyak Grigoryevitch Oladyine           | Tretyak Grigoryevitch Oladyine           | Tretyak Grigoryevitch Oladyine           |  |  |  |  |  |  |  |  |  |  |  |  |  |  |  |  |  |  |  |  |  |  |  |  |  |  |
| Aladyine (Branche de Moscou) | Aladyine (Branche de Moscou) | Aladyine (Branche de Moscou) | Aladyine (Branche de Moscou) | Aladyine (Branche de Moscou)   | Aladyine (Branche de Moscou)   |                                |                                | Ivan Grigoryevich Oladyine     | Ivan Grigoryevich Oladyine     | Ivan Grigoryevich Oladyine        | Ivan Grigoryevich Oladyine   | Ivan Grigoryevich Oladyine | Ivan Grigoryevich Oladyine |                           |                           | Yakov Grigoryevitch Oladyine             | Yakov Grigoryevitch Oladyine             | Yakov Grigoryevitch Oladyine             | Yakov Grigoryevitch Oladyine             | Yakov Grigoryevitch Oladyine             | Yakov Grigoryevitch Oladyine             |                          |                          | Tretyak Grigoryevitch Oladyine           | Tretyak Grigoryevitch Oladyine           | Tretyak Grigoryevitch Oladyine           | Tretyak Grigoryevitch Oladyine           | Tretyak Grigoryevitch Oladyine           | Tretyak Grigoryevitch Oladyine           |  |  |  |  |  |  |  |  |  |  |  |  |  |  |  |  |  |  |  |  |  |  |  |  |  |  |
|                              |                              |                              |                              |                                |                                |                                |                                |                                |                                |                                   |                              |                            |                            |                           |                           | Ivan Yakovlevitch Oladyine               |                                          |                                          |                                          |                                          |                                          |                          |                          |                                          |                                          |                                          |                                          |                                          |                                          |  |  |  |  |  |  |  |  |  |  |  |  |  |  |  |  |  |  |  |  |  |  |  |  |  |  |
|                              |                              |                              |                              |                                |                                |                                |                                |                                |                                |                                   |                              |                            |                            |                           |                           |                                          |                                          |                                          |                                          |                                          |                                          |                          |                          |                                          |                                          |                                          |                                          |                                          |                                          |  |  |  |  |  |  |  |  |  |  |  |  |  |  |  |  |  |  |  |  |  |  |  |  |  |  |
|                              |                              |                              |                              |                                |                                |                                |                                |                                |                                |                                   |                              |                            |                            |                           |                           |                                          |                                          |                                          |                                          |                                          |                                          |                          |                          |                                          |                                          |                                          |                                          |                                          |                                          |  |  |  |  |  |  |  |  |  |  |  |  |  |  |  |  |  |  |  |  |  |  |  |  |  |  |
| Matvey Ivanovitch Oladyine   | Matvey Ivanovitch Oladyine   | Matvey Ivanovitch Oladyine   | Matvey Ivanovitch Oladyine   | Matvey Ivanovitch Oladyine     | Matvey Ivanovitch Oladyine     |                                |                                | Vasily Ivanovitch Oladyine     | Vasily Ivanovitch Oladyine     | Vasily Ivanovitch Oladyine        | Vasily Ivanovitch Oladyine   | Vasily Ivanovitch Oladyine | Vasily Ivanovitch Oladyine |                           |                           | Ivan le Grand Soloma Ivanovitch Oladyine | Ivan le Grand Soloma Ivanovitch Oladyine | Ivan le Grand Soloma Ivanovitch Oladyine | Ivan le Grand Soloma Ivanovitch Oladyine | Ivan le Grand Soloma Ivanovitch Oladyine | Ivan le Grand Soloma Ivanovitch Oladyine |                          |                          | Ivan le Jeune Soloma Ivanovitch Oladyine | Ivan le Jeune Soloma Ivanovitch Oladyine | Ivan le Jeune Soloma Ivanovitch Oladyine | Ivan le Jeune Soloma Ivanovitch Oladyine | Ivan le Jeune Soloma Ivanovitch Oladyine | Ivan le Jeune Soloma Ivanovitch Oladyine |  |  |  |  |  |  |  |  |  |  |  |  |  |  |  |  |  |  |  |  |  |  |  |  |  |  |
| Matvey Ivanovitch Oladyine   | Matvey Ivanovitch Oladyine   | Matvey Ivanovitch Oladyine   | Matvey Ivanovitch Oladyine   | Matvey Ivanovitch Oladyine     | Matvey Ivanovitch Oladyine     |                                |                                | Vasily Ivanovitch Oladyine     | Vasily Ivanovitch Oladyine     | Vasily Ivanovitch Oladyine        | Vasily Ivanovitch Oladyine   | Vasily Ivanovitch Oladyine | Vasily Ivanovitch Oladyine |                           |                           | Ivan le Grand Soloma Ivanovitch Oladyine | Ivan le Grand Soloma Ivanovitch Oladyine | Ivan le Grand Soloma Ivanovitch Oladyine | Ivan le Grand Soloma Ivanovitch Oladyine | Ivan le Grand Soloma Ivanovitch Oladyine | Ivan le Grand Soloma Ivanovitch Oladyine |                          |                          | Ivan le Jeune Soloma Ivanovitch Oladyine | Ivan le Jeune Soloma Ivanovitch Oladyine | Ivan le Jeune Soloma Ivanovitch Oladyine | Ivan le Jeune Soloma Ivanovitch Oladyine | Ivan le Jeune Soloma Ivanovitch Oladyine | Ivan le Jeune Soloma Ivanovitch Oladyine |  |  |  |  |  |  |  |  |  |  |  |  |  |  |  |  |  |  |  |  |  |  |  |  |  |  |
|                              |                              |                              |                              |                                |                                |                                |                                |                                |                                |                                   |                              |                            |                            |                           |                           |                                          |                                          |                                          |                                          |                                          |                                          |                          |                          |                                          |                                          |                                          |                                          |                                          |                                          |  |  |  |  |  |  |  |  |  |  |  |  |  |  |  |  |  |  |  |  |  |  |  |  |  |  |
|                              |                              |                              |                              |                                |                                | Aladyine (Branche de Putyvl)   | Aladyine (Branche de Putyvl)   | Aladyine (Branche de Putyvl)   | Aladyine (Branche de Putyvl)   | Aladyine (Branche de Putyvl)      | Aladyine (Branche de Putyvl) |                            |                            | Fedor Ivanovitch Solomine | Fedor Ivanovitch Solomine | Fedor Ivanovitch Solomine                | Fedor Ivanovitch Solomine                | Fedor Ivanovitch Solomine                | Fedor Ivanovitch Solomine                |                                          |                                          | Ivan Ivanovitch Solomine | Ivan Ivanovitch Solomine | Ivan Ivanovitch Solomine                 | Ivan Ivanovitch Solomine                 | Ivan Ivanovitch Solomine                 | Ivan Ivanovitch Solomine                 |                                          |                                          |  |  |  |  |  |  |  |  |  |  |  |  |  |  |  |  |  |  |  |  |  |  |  |  |  |  |
|                              |                              |                              |                              |                                |                                | Aladyine (Branche de Putyvl)   | Aladyine (Branche de Putyvl)   | Aladyine (Branche de Putyvl)   | Aladyine (Branche de Putyvl)   | Aladyine (Branche de Putyvl)      | Aladyine (Branche de Putyvl) |                            |                            | Fedor Ivanovitch Solomine | Fedor Ivanovitch Solomine | Fedor Ivanovitch Solomine                | Fedor Ivanovitch Solomine                | Fedor Ivanovitch Solomine                | Fedor Ivanovitch Solomine                |                                          |                                          | Ivan Ivanovitch Solomine | Ivan Ivanovitch Solomine | Ivan Ivanovitch Solomine                 | Ivan Ivanovitch Solomine                 | Ivan Ivanovitch Solomine                 | Ivan Ivanovitch Solomine                 |                                          |                                          |  |  |  |  |  |  |  |  |  |  |  |  |  |  |  |  |  |  |  |  |  |  |  |  |  |  |
|                              |                              |                              |                              |                                |                                |                                |                                |                                |                                |                                   |                              |                            |                            |                           |                           | Solomine                                 |                                          |                                          |                                          |                                          |                                          |                          |                          |                                          |                                          |                                          |                                          |                                          |                                          |  |  |  |  |  |  |  |  |  |  |  |  |  |  |  |  |  |  |  |  |  |  |  |  |  |  |

## Personnalités
- Vassili Anatolievitch Solomine
- Vassili Demidovitch Solomine
- Vassili Iefimovitch Solomine
- Vitali Ivanovitch Solomine
- Petr Andreïevitch Solomine
- Timofeï Mikhaïlovitch Solomine
- Vera Iakovlevna Solomina